# Рахим, Брент
Брент Рахим (англ. Brent Rahim; род. 8 августа 1978, Диего-Мартин, Тринидад и Тобаго) — тринидадский футболист, полузащитник.

## Клубная карьера
Начинал заниматься футболом в США при команде Коннектикутского университета. После окончания учёбы вернулся на родину. В скором времени он подписал контракт с болгарским «Левски», в составе которого Рахим выигрывал чемпионат и кубок страны.
Некоторое время полузащитник выступал в английском первенстве. В 2002 году Рахим небольшое время находился в аренде в команде «Вест Хэм Юнайтед». Однако хотя бы один раз сыграть за неё ему не удалось. После ухода из английского первенства хавбек выступал в чемпионатах Шотландии и Швеции.
В конце 2006 года Рахим принял решение завершить карьеру ради учёбы. Позднее он получил степень по спортивной психологии в Коннектикутском университете.

## Карьера в сборной
В течение долгих лет Брент Рахим входил в состав сборной Тринидада и Тобаго. За неё он провёл 49 игр и забил 3 гола. Перед ЧМ-2006 он попал в расширенную заявку команды для участие в мундиале. Однако в окончательный список Рахим не вошёл. После этого в сборную он больше не вызывался.

## Достижения
Болгария:
- Чемпион Болгарии (1): 2002.
- Обладатель Кубка Болгарии (1): 2002.

Шотландия:
- Обладатель Шотландского Кубка вызова (1): 2004.
- Победитель Первого дивизиона (1): 2004/2005.

Тринидад и Тобаго:
- Обладатель Кубка Тринидада и Тобаго (1): 2001.